# Platyceraphron sulcatocarinatus
Platyceraphron sulcatocarinatus är en stekelart som beskrevs av Paul Dessart 1981. Platyceraphron sulcatocarinatus ingår i släktet Platyceraphron och familjen trefåresteklar. Inga underarter finns listade i Catalogue of Life.